# Ścisłe połączenia międzykostne
Ścisłe połączenia międzykostne (łac. synarthroses) – połączenia kości, nieruchome lub charakteryzujące się bardzo małą ruchomością. W zależności od tego, jaka tkanka jest materiałem spajającym, wyróżnia się następujące rodzaje połączeń:
- więzozrost (łac. syndesmosis) – połączenie włókniste, gdzie materiałem spajającym jest tkanka łączna,
- chrząstkozrost (łac. synchondrosis) – połączenie chrzęstne, gdzie materiałem spajającym jest chrząstka,
- kościozrost (łac. synostosis) – powstaje wraz z wiekiem w wyniku kostnienia obu powyższych rodzajów połączeń[1].